# Symbion
I cicliofori (Symbion Funch & Kristensen, 1995) sono piccolissimi animali marini scoperti nel 1995. Al momento esistono solo 3 specie conosciute, di cui solo 2 possiedono un nome scientifico, Symbion pandora e Symbion americanus; la prima vive come commensale del labbro superiore dello scampo, la seconda sul labbro superiore dell'astice americano, mentre la terza, che non ha ancora un nome, vive sul labbro superiore dell'astice europeo. Sono stati classificati in un phylum a sé stante, Cycliophora.

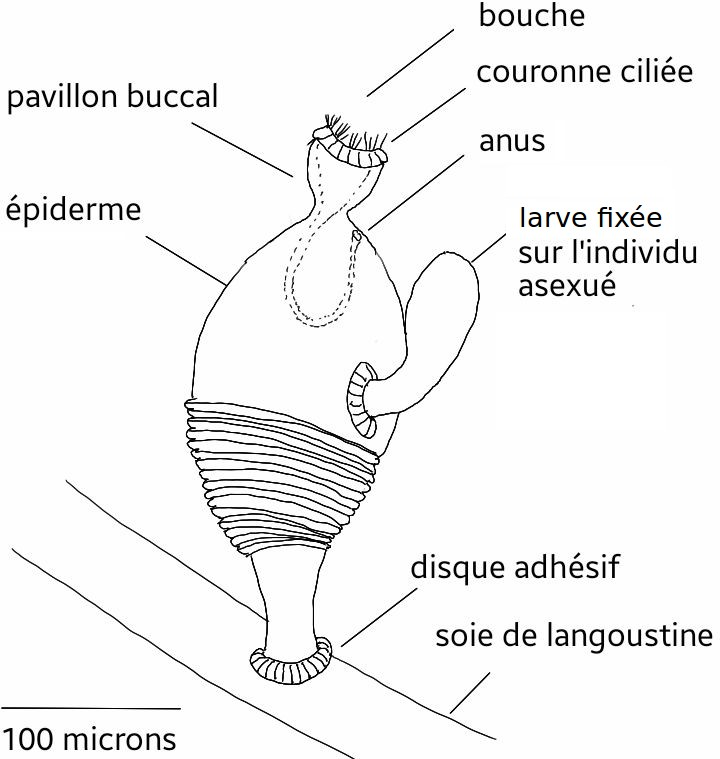
Immagine schematica di Symbion

Il ciclo biologico comprende un ciclo di riproduzione sessuale e un ciclo asessuale, che si alternano. Le sue larve sono la larva cordoide e la larva pandora.
Fanno parte del taxon polifiletico degli pseudocelomati, caratterizzati dalla presenza di uno pseudocele.